# El Pozo, Pantepec
El Pozo är en ort i Mexiko.   Den ligger i kommunen Pantepec och delstaten Puebla, i den sydöstra delen av landet, 170 km nordost om huvudstaden Mexico City. El Pozo ligger 498 meter över havet och antalet invånare är 798.
Terrängen runt El Pozo är kuperad. Runt El Pozo är det ganska tätbefolkat, med 149 invånare per kvadratkilometer. Närmaste större samhälle är Huehuetla, 12,3 km sydväst om El Pozo. I omgivningarna runt El Pozo växer huvudsakligen savannskog.